# Митин, Марк Борисович
Марк Бори́сович Ми́тин (настоящая фамилия — Гершко́вич; 22 июня (5 июля) 1901, Житомир — 15 января 1987, Москва) — советский философ, публицист, политический и общественный деятель. Приверженец марксистско-ленинской философии. Автор работ по диалектическому и историческому материализму, критике буржуазной философии.
Доктор философских наук (1934), профессор (1933). Академик Академии наук СССР (28.01.1939).
Лауреат Сталинской премии первой степени (1943). Член РКП(б) с 1919 года, член ЦК ВКП(б) — ЦК КПСС (1939—1961). Депутат Верховного Совета СССР 3—5 созывов (1950—1962).

## Биография
Родился 5 июля 1901 года в Житомире в еврейской семье, отец был рабочим житомирской фабрики кавказских серебряных изделий. В 1919 году — первый секретарь Житомирской городской организации комсомола, затем Волынского губкома комсомола. В 1919—1920 годах служил в Частях особого назначения (ЧОН) в Богунском полку 44-й стрелковой дивизии.
В 1920—1921 годах — на комсомольской работе.

 «Первоначальная подготовка средняя. Интерес к занятиям большой. Работоспособность большая. Усвоение среднее. Глубина подхода и темп развития средние.» — Из характеристики Митина в Университете Свердлова
В 1921—1922 годах — слушатель восьмимесячных курсов Коммунистического университета имени Я. М. Свердлова, затем работал преподавателем обществоведения в производственно-технической школе фабрики «Трёхгорная мануфактура».
В 1923 году «имел колебания троцкистского характера».
В 1923—1925 годах — на работе в Красной Армии, служил в том числе и в 14-й стрелковой дивизии.
В 1929 году окончил философское отделение Института красной профессуры (ИКП), где учился c 1925 года. После окончания ИКП назначен заместителем ректора Академии коммунистического воспитания (АКВ). С 1931 года работал в Институте философии Коммунистической академии, на базе которого в 1936 году был образован Институт философии Академии наук СССР, где Митин продолжил работать до 1939 года уже в качестве заместителя директора.
В ходе дискуссии 1931—1933 годов группа Митина — Юдина получила преимущество перед группой П. И. Шабалкина в ЦК ВКП(б). Уже к 1936 году это обернулось для научных оппонентов Митина травлей и арестами, десятки учёных, в том числе подчинённые Митина, были расстреляны. Например, из коллектива авторов учебника по диалектическому и историческому материализму, в двух частях (1931—1932), под редакцией Митина и Разумовского (учебник был разоблачён как антипартийный) были подвергнуты репрессиям: Г. П. Адамян, Б. И. Базилевский, В. Г. Вандек (Тер-Григорьян), П. Ф. Липендин, А. А. Маегов, С. С. Пичугин, Е. П. Ситковский, И. Г. Тащилин.
О характере философских дискуссий даёт представление цитата из доклада Митина на общем собрании Института философии АН СССР 17 мая 1937 г.
Известно, что философский участок теоретической работы оказался очень заражённым этим троцкистским фашистским вредительством. Известно, что абсолютное, подавляющее большинство кадров меньшевиствующего идеализма оказалось врагами, предателями - сейчас они разоблачены и арестованы органами НКВД. Вы знаете, что и среди механистов оказались враги и предатели, также разоблачённые органами НКВД. Вы знаете, что даже подавляющее большинство не получившей в своё время такой широкой огласки и известности шабалкинской группировки, невежественной, упрощенческой группировки, выступавшей с ура-демагогическими лозунгами в стенах ИКП и т.д., оказались тоже врагами.
В 1931—1944 годах — главный редактор журнала «Под знаменем марксизма». В 1939—1944 годах — директор Института Маркса — Энгельса — Ленина (ИМЭЛ) при ЦК ВКП(б). От обеих должностей был освобождён постановлением ЦК ВКП(б) о снятии Сталинской премии с третьего тома «Истории философии», одним из редакторов которого он являлся. В 1944 году, как отмечает С. Н. Корсаков, в стране произошла смена философского лидерства: группу Митина сменила группа Александрова.
Член Президиума Академии наук СССР (1942—1946).
В 1944—1950 годах — ответственный секретарь редакционной коллегии журнала «Большевик», руководитель кафедры диалектического материализма в Высшей партийной школе при ЦК ВКП(б). Один из авторов-составителей книги «Иосиф Виссарионович Сталин. Краткая биография» (1947).
С 1947 года работал в Обществе по распространению политических и научных знаний: в 1947—1956 годах был первым заместителем председателя правления общества, в 1956—1960 годах — председателем правления Всесоюзного общества «Знание».
В августе 1948 года выступал на Августовской сессии ВАСХНИЛ.
В 1950—1956 годах работал в Бухаресте шеф-редактором газеты Информбюро коммунистических и рабочих партий «За прочный мир, за народную демократию».
В 1960—1968 годы — главный редактор журнала «Вопросы философии». Был смещён с этой должности и заменён И. Т. Фроловым после вынесенного секретарём партийного бюро Института философии АН СССР Л. Н. Митрохиным выговора. В то время была попытка исключить его из партии партийной ячейкой журнала за плагиат (был уличён в плагиате у Я. Э. Стэна), но решение не было утверждено партийным бюро ИФ АН СССР. В результате скандала оставил должности главного редактора и профессора философского факультета МГУ. По словам Т. И. Ойзермана, это событие стало «фактом, который существенно изменил философскую атмосферу в стране».
Заместитель академика-секретаря отделения философии и права АН СССР (1963—1967). Работал в Институте конкретных социальных исследований АН СССР (1968—1970), заведовал сектором в Институте государства и права АН СССР (1970—1985).
В 1983 году был удостоен премии имени Г. В. Плеханова за работу «Идеи В. И. Ленина и современность».

 «Позже партийный философ, И. Т. Фролов, ставший академиком АН СССР и помощником М. С. Горбачёва, в книге „Генетика и диалектика“ с пафосом раскритиковал Митина за беспринципность и откровенное приспособленчество.»— В. Н. Сойфер
Скончался 15 января 1987 года, похоронен на Новодевичьем кладбище (участок № 10) в Москве.

### Преподавательская деятельность
На преподавательской работе: в Академии коммунистического воспитания им. Н. К. Крупской (1929), Институте красной профессуры философии и естествознания (1930—1931), профессор философского факультета МГУ (1964—1968, 1978—1985), Всесоюзном заочном институте текстильной и лёгкой промышленности (1969—1970), профессор Академии общественных наук при ЦК КПСС (1971—1974).

### Общественная деятельность
Участник философской дискуссии 1947 года. Участвовал в августовской сессии ВАСХНИЛ 1948 года.
В 1957—1978 годах — заместитель председателя Центрального правления Общества советско-польской дружбы.

## Высказывания
- «В трудах основоположников марксистско-ленинской науки — Маркса — Энгельса — Ленина — Сталина — научно выражены интересы и устремления, надежды и чаяния трудящихся всего мира. Их работы, их творения являются величественными научными подвигами, ибо они направлены на достижение самой высокой цели — полного освобождения всех тружеников от гнёта капитала и на создание счастливой жизни людей на земле. Имена Маркса — Энгельса — Ленина — Сталина принадлежат поэтому к самым светлым именам всего человечества»[21].

- Назвал методы работы Сталина "творческим марксизмом", что сильно понравилось генсеку.

Написано в книге: Антон Антонов-Овсеенко "Сталин без маски", 1990г.

## Оценки деятельности
Митин и Юдин звёзд с неба не хватают, но технику дела знают хорошо. — И. В. Сталин

…у нас, студентов, каких-то иллюзий относительно профессиональной компетентности Митина не возникало, а поэтому потребности просить его разъяснить нам свою позицию мы никогда не ощущали. Что же касается академического звания, то М. Б. Митин стал академиком (ни кандидатской, ни докторской диссертации он, естественно, не защищал) в 1939 г., уже будучи директором Института марксизма-ленинизма. На этот счёт рассказывают такую историю. Во время одной встречи Сталин предложил это звание Митину и Юдину, но последний как-то замялся, сказав, что он не совсем уверен, что достоин столь высокой чести. Сталин сказал: «Ну что ж, тогда будьте членом-корреспондентом». Митина, конечно, подобное сомнение не осенило.— Т. И. Ойзерман
Философ А. М. Деборин вспоминал, что в организованной в 1930-х годах против него травле «особенно дико действовал М. Б. Митин, не останавливавшийся перед самой дикой клеветой».
- «Митин скучнейший человек, но жутко правильный» (Г. К. Ашин)[24].
- «Митин, как это легко было заметить и тогда (1926 год. — Прим.), был человек самых заурядных способностей, ограниченный, без всякого проблеска творческой мысли. В сочетании с тем единственным, чем он отличался, — усидчивостью, эти качества, видимо, и сделали его „ведущим философом“ страны» (И. Л. Абрамович)[25].
- Как отмечает философ А. П. Огурцов, М. Б. Митин называл даже юношеские статьи И. В. Сталина наиболее зрелым итогом в развитии человеческой мысли, а в его последующих теоретических трудах он видел воплощение всего опыта мировой борьбы пролетариата, всего богатства содержания марксистско-ленинской теории[26].

## Основные работы
Книги
- Гегель и теория материалистической диалектики. — М., 1932.
- Боевые вопросы материалистической диалектики. — М., 1936.
- К столетию «Манифеста Коммунистической партии» Маркса и Энгельса. — М., 1948.
- Кризис буржуазной демократии. — М., 1948.
- За материалистическую биологическую науку. — М. — Л., 1949.
- Историческая роль Г. В. Плеханова в русском и международном рабочем движении. — М., 1957.
- История философии. Т. 1—6. — М.: Изд-во АН СССР, 1957—1965. (редактор)
- Философия и современность. — М., 1960.
- Опыт Октября и закономерности социалистической революции. — М., 1967.
- В. И. Ленин и актуальные проблемы философии. — М., 1971.
- Проблемы современной идеологической борьбы: критика социологических и социально-политических концепций. — М., 1976.
- Философия и социальный прогресс: анализ современных буржуазных концепций социального прогресса. — М., 1979.
- Идеи В. И. Ленина и современность. — М., 1981.

Статьи
- Митин М., Ральцевич В., Юдин П. О новых задачах марксистско-ленинской философии // Правда, 7 июня 1930;
- За действительную разработку ленинского философского наследства // Правда. 8-9 августа 1930;
- К вопросу о партийности философии // Революция и культура. 1930, № 19-20;
- К итогам философской дискуссии // Под знаменем марксизма. 1930, № 10-12;
- Егоршин В., Константинов Ф., Митин М. За большевизацию работы на философском фронте // За поворот на философском фронте. Вып. 1. М.— Л., 1931;
- К вопросу о ленинском этапе в развитии диалектического материализма // Под знаменем марксизма. 1931, № 7-8;
- Гегель и теория материалистической диалектики // Под знаменем марксизма. 1931, № 11-12;
- О философском наследстве В. И. Ленина // Под знаменем марксизма. 1932. № 3-4 (перепечатано в изд.: «Вестник Коммунистической Академии», 1932, № 7-8);
- Спиноза и диалектический материализм (доклад на заседании президиума Комакадемии и Института философии, посвящённый 300-летию со дня рождения Спинозы) // Под знаменем марксизма. 1932. № 11-12;
- Доклад в связи с 50-летием смерти К. Маркса // Материалы научной сессии Института философии Комакадемии. М.— Л., 1934;
- О книге Аксельрод «Идеалистическая диалектика Гегеля и материалистическая диалектика Маркса» // Под знаменем марксизма. 1934. № 6;
- Некоторые итоги работы на философском фронте // Под знаменем марксизма. 1936. № 1;
- И. В. Сталин — великий мастер марксистского диалектического метода // Иосифу Виссарионовичу Сталину Академия наук СССР. М., 1949;
- «Материализм и эмпириокритицизм» В. И. Ленина и борьба против современной идеалистической реакции // Вопросы философии. 1949. № 1;
- И. В. Сталин — корифей марксистско-ленинской науки // Вопросы марксистско-ленинской философии. М., 1950;
- Развитие диалектического материализма в послеоктябрьскую эпоху // Вопросы философии. 1968, № 1;
- Марксизм-ленинизм / Митин М. Б. // Ломбард — Мезитол. — М. : Советская энциклопедия, 1974. — (Большая советская энциклопедия : [в 30 т.] / гл. ред.  А. М. Прохоров ; 1969—1978, т. 15).

## Награды и премии
- Три ордена Ленина (1953; 6 июля 1961[уточ. 5]; 1975)
- Орден Октябрьской Революции (7 июля 1971)[уточ. 6]
- Три ордена Трудового Красного Знамени (10 июня 1945; 1951; 3 июля 1981[уточ. 7])
- Орден Дружбы народов (4 июля 1986)
- Медаль «В ознаменование 100-летия со дня рождения Владимира Ильича Ленина» (1970)
- Медаль «За доблестный труд в Великой Отечественной войне 1941—1945 гг.» (1945)
- Медаль «В память 800-летия Москвы» (1947)

Иностранные
- Орден «Кирилл и Мефодий» I степени (НРБ, 1972)

Лауреат
- Сталинская премия I степени (22 марта 1943) — за научный труд «История философии», в трех томах, опубликованный: том I — в 1940 году, том II — в 1941 году, том III — в 1942 году
- Премия имени И. И. Мечникова (1950) — за сборник «Против реакционного морганизма-менделизма»
- Премия имени Г. В. Плеханова (1982) — за работу «Идеи В. И. Ленина и современность» (1981)

Другие
- Серебряная медаль Всемирного Совета Мира имени Ф. Жолио-Кюри (1959)

## Уточнения
1. ↑  

Степень присуждена без защиты диссертации, за вышедший под его редакцией и при его авторском участии первый двухтомный «Учебник диалектического и исторического материализма»
2. ↑  по Отделению общественных наук, специализация «история философии»
3. ↑  В годы Великой Отечественной войны, вместе с другими лауреатами (всего 15 человек) передал Сталинскую премию в Фонд обороны.
4. ↑  Премия имени Г. В. Плеханова. — Присуждается за выдающиеся научные работы в области философии. Список награждённых. Официальный сайт Российской академии наук (РАН) // ras.ru. — Данные с 1971 года. Дата обращения: 15 февраля 2014. Архивировано 25 ноября 2020 года.
5. ↑  За заслуги в развитии философской науки и в связи с 60-летием со дня рождения.
6. ↑  За заслуги в развитии философской науки, активную общественно-политическую деятельность и в связи с 70-летием со дня рождения.
7. ↑  За заслуги в развитии общественных наук, активную общественно-политическую деятельность и в связи с 80-летием со дня рождения.